# Liste von Bauwerken des Jugendstils

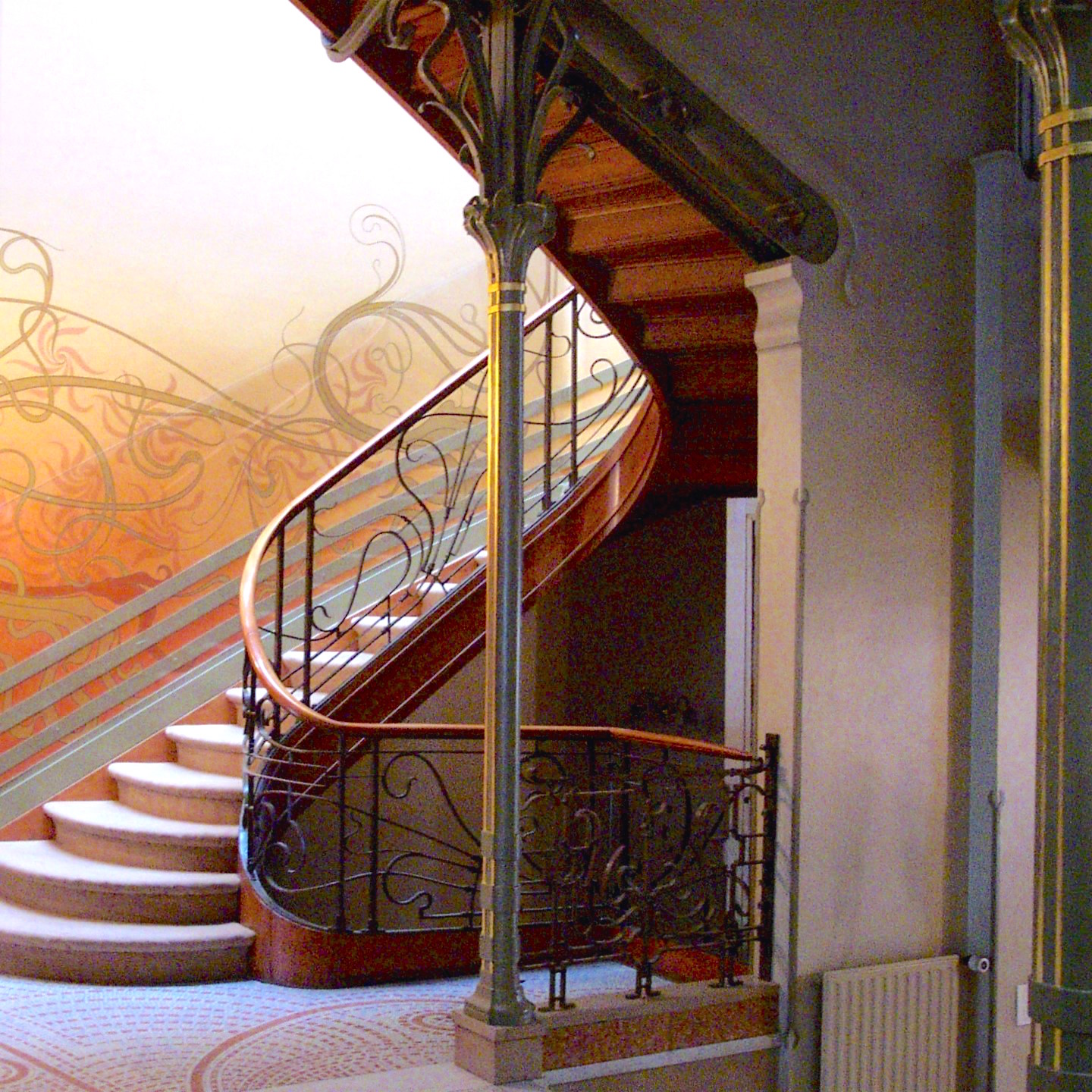
Hôtel Tassel in Brüssel von Victor Horta (1893–94)

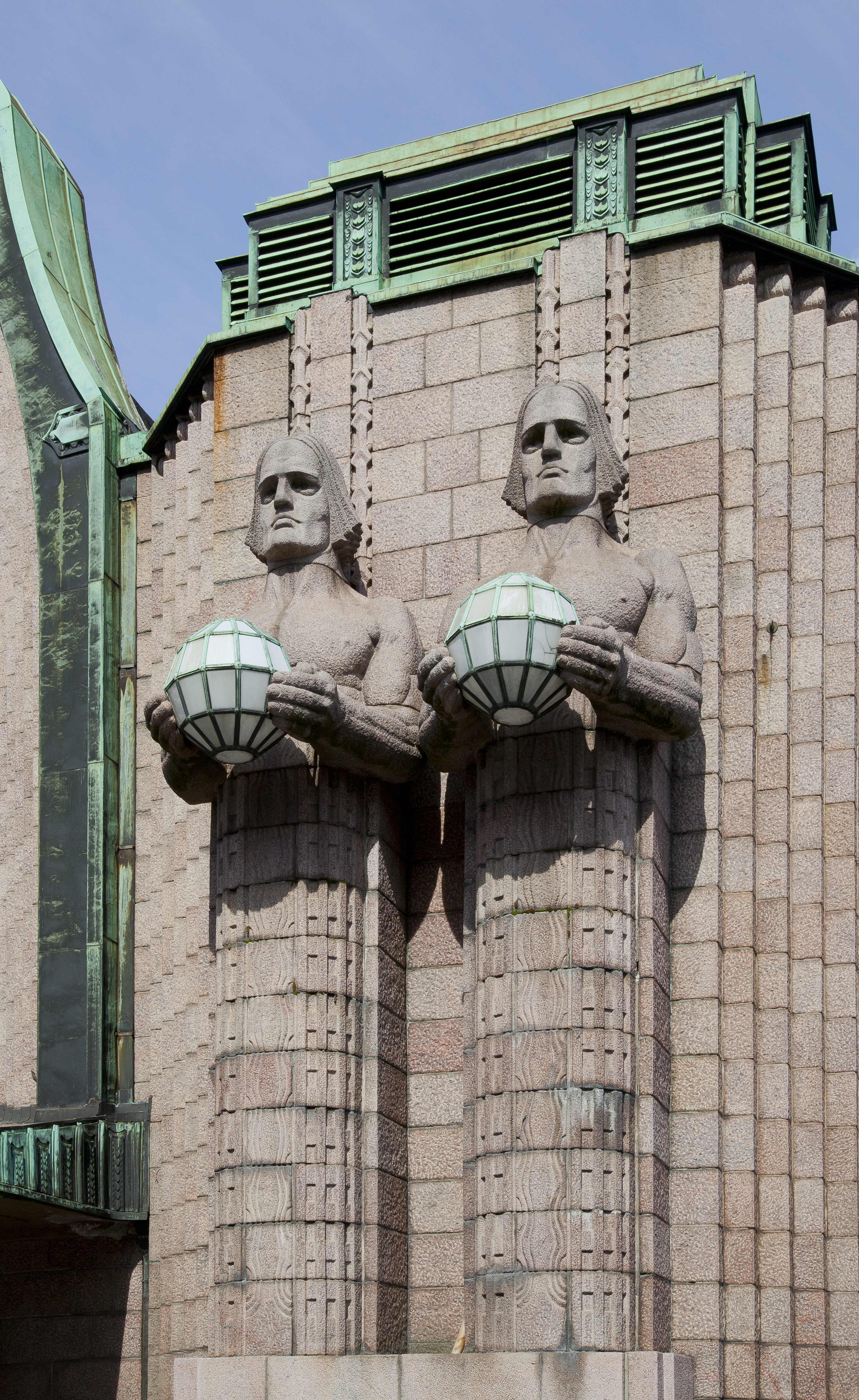
Bahnhof Helsinki von Eliel Saarinen (1904–19)

Die Liste von Bauwerken des Jugendstils bietet einen Überblick über bedeutende realisierte Bauwerke des Jugendstil, dessen Blütezeit um die Jahrhundertwende vom 19. zum 20. Jahrhundert lag. Die Liste erhebt keinen Anspruch auf Vollständigkeit und soll nur Bauwerke von besonderem architektonischem Wert aufnehmen. Der Jugendstil ist überwiegend in Europa verbreitet gewesen, außerhalb Europas sind Jugendstilbauwerke vor allem  in Ländern mit vielen europäischen Einwanderern wie Argentinien oder in europäischen Kolonien errichtet worden, Ausnahme hierfür ist der asiatische Teil Russlands.
Der Jugendstil ist unter verschiedenen Namen und unter verschiedenen regionalen Ausprägungen hervorgetreten, um einen breiten Überblick über seine Erscheinungsformen zu geben, sind auch viele Gebäude gelistet, die nicht den bekannteren Formen des französischen Jugendstils (Art nouveau) entsprechen, sich aber trotzdem im Kontext der heterogenen Übergangsformen vom Historismus zur Moderne befinden. Dies trifft beispielsweise auf Bauten in Russland und Finnland, wo besonders nationalromantische Formen dominierten, sowie Deutschland zu, wo Elemente des Jugendstil oft mit neobarocken oder neoklassizistischen Elementen gemischt sind.

## Australien
| Ort       | Koordi- naten                   | Architekten                              | Entwurf / Baujahr | Beschreibung / Nutzung | Abbildung | Status und Schutz      |
| --------- | ------------------------------- | ---------------------------------------- | ----------------- | ---------------------- | --------- | ---------------------- |
| Melbourne | 37° 48′ 53″ S, 144° 58′ 24,8″ O | Sydney Smith & Ogg, Robert Joseph Haddon | 1901              | Milton House           |           | erhalten Denkmalschutz |

## Argentinien
| Ort           | Koordi- naten                    | Architekten                                                 | Entwurf / Baujahr | Beschreibung / Nutzung                                                      | Abbildung | Status und Schutz                                |
| ------------- | -------------------------------- | ----------------------------------------------------------- | ----------------- | --------------------------------------------------------------------------- | --------- | ------------------------------------------------ |
| Buenos Aires  | 34° 36′ 32″ S, 58° 23′ 4″ W      | Louis Dubois                                                | 1906–09           | Hotel Lutecia (heute Hotel Chile)                                           |           | erhalten, kleinere Umbauten                      |
| Buenos Aires  |                                  |                                                             | 1910              | Paraguayischer Pavillon auf der Exposición Internacional del Centenario     |           | kurz nach 1910 abgerissen                        |
| Buenos Aires  | 34° 36′ 22,1″ S, 58° 22′ 29,8″ W | Francisco Gianotti                                          | 1913              | Galería Güemes                                                              |           | erhalten, kleinere Umbauten Denkmalschutz (2000) |
| Buenos Aires  | 34° 37′ 0,8″ S, 58° 22′ 29,3″ W  | Morten Rönnow                                               | 1914              | Edificio Otto Wulff                                                         |           | erhalten                                         |
| Buenos Aires  | 34° 36′ 32″ S, 58° 23′ 32″ W     | Francisco Gianotti                                          | 1915–16           | Confitería del Molino                                                       |           | erhalten Denkmalschutz (1997)                    |
| Mar del Plata | 38° 0′ 37″ S, 57° 32′ 8″ W       | Gustave Serrurier-Bovy (Innenausbau, Möbel, Lampen)         | 1909              | Villa Ortiz Basualdo (heute Museo Municipal de Arte Juan Carlos Castagnino) |           | erhalten Denkmalschutz                           |
| Rosario       | 32° 56′ 51,7″ S, 60° 38′ 16,2″ W | Francisco Roca i Simó (Architekt), Diego Masana (Bildhauer) | 1912              | Club Español de Rosario                                                     |           | erhalten                                         |
| Rosario       | 32° 56′ 57,3″ S, 60° 38′ 20,1″ W | Francisco Roca i Simó                                       | 1914–16           | Palacio Cabanellas                                                          |           | erhalten                                         |

## Aserbaidschan
| Ort  | Koordi- naten               | Architekten   | Entwurf / Baujahr | Beschreibung / Nutzung                                                                          | Abbildung | Status und Schutz      |
| ---- | --------------------------- | ------------- | ----------------- | ----------------------------------------------------------------------------------------------- | --------- | ---------------------- |
| Baku | 40° 21′ 59″ N, 49° 50′ 6″ O | Nikolai Bajew | 1910–11           | Theaterhaus (heute Aserbaidschanisches Staatliches Akademisches Axundov Opern- und Balletthaus) |           | erhalten Denkmalschutz |

## Belgien
| Ort     | Koordi- naten               | Architekten       | Entwurf / Baujahr | Beschreibung / Nutzung                        | Abbildung | Status und Schutz                                 |
| ------- | --------------------------- | ----------------- | ----------------- | --------------------------------------------- | --------- | ------------------------------------------------- |
| Brüssel | 50° 49′ 40″ N, 4° 21′ 43″ O | Victor Horta      | 1893–94           | Hôtel Tassel                                  |           | erhalten Weltkulturerbe (2000)                    |
| Brüssel | 50° 50′ 50″ N, 4° 22′ 50″ O | Victor Horta      | 1895, 1899, 1901  | Hôtel van Eetvelde mit späteren Erweiterungen |           | erhalten Weltkulturerbe (2000)                    |
| Brüssel | 50° 49′ 35″ N, 4° 21′ 56″ O | Victor Horta      | 1895–98           | Hôtel Solvay                                  |           | erhalten Weltkulturerbe (2000)                    |
| Brüssel | 50° 50′ 28″ N, 4° 21′ 9″ O  | Victor Horta      | 1896–98           | Maison du Peuple                              |           | 1965 abgerissen                                   |
| Brüssel | 50° 49′ 27″ N, 4° 21′ 20″ O | Victor Horta      | 1898–1901         | Maison Horta                                  |           | erhalten Bien classé (1963) Weltkulturerbe (2000) |
| Brüssel | 50° 49′ 37″ N, 4° 21′ 34″ O | Albert Roosenboom | 1900              | Maison Beukman                                |           | erhalten Bien classé (1981)                       |
| Brüssel | 50° 50′ 18″ N, 4° 23′ 43″ O | Paul Cauchie      | 1905              | Maison Cauchie                                |           | erhalten Bien classé (1975)                       |
| Brüssel | 50° 50′ 7″ N, 4° 24′ 58″ O  | Josef Hoffmann    | 1905–11           | Palais Stoclet                                |           | erhalten Weltkulturerbe (2009)                    |

## Brasilien
| Ort          | Koordi- naten              | Architekten      | Entwurf / Baujahr | Beschreibung / Nutzung | Abbildung | Status und Schutz |
| ------------ | -------------------------- | ---------------- | ----------------- | ---------------------- | --------- | ----------------- |
| Porto Alegre | 30° 1′ 45″ S, 51° 13′ 1″ W | Hermann Menschen | 1904–07           | Casa Godoy             |           | erhalten          |

## China
| Ort     | Koordi- naten                     | Architekten | Entwurf / Baujahr | Beschreibung / Nutzung                                                      | Abbildung | Status und Schutz |
| ------- | --------------------------------- | ----------- | ----------------- | --------------------------------------------------------------------------- | --------- | ----------------- |
| Harbin  | 45° 45′ 41,7″ N, 126° 37′ 58,1″ O |             | 1903              | Bahnhof Harbin                                                              |           | erhalten          |
| Qingdao | 36° 3′ 53″ N, 120° 19′ 40″ O      |             | 1905–08           | Gouverneurswohnhaus (heute Museum ehemaliges deutsches Gouverneurswohnhaus) |           | erhalten          |

## Dänemark
| Ort    | Koordi- naten               | Architekten   | Entwurf / Baujahr | Beschreibung / Nutzung          | Abbildung | Status und Schutz             |
| ------ | --------------------------- | ------------- | ----------------- | ------------------------------- | --------- | ----------------------------- |
| Aarhus | 56° 9′ 20″ N, 10° 12′ 47″ O | Hack Kampmann | 1898              | Zollhaus (heute Restaurant)     |           | erhalten Denkmalschutz        |
| Aarhus | 56° 9′ 17″ N, 10° 12′ 1″ O  | Hack Kampmann | 1898–1901         | Stadtbibliothek (heute Gericht) |           | erhalten Denkmalschutz        |
| Aarhus | 56° 8′ 8″ N, 10° 12′ 28″ O  | Hack Kampmann | 1901–02           | Villa Kampen                    |           | erhalten Denkmalschutz (1983) |

## Deutschland
| Ort                 | Koordi- naten                | Architekten                                                       | Entwurf / Baujahr | Beschreibung / Nutzung | Abbildung | Status und Schutz                                         |
| ------------------- | ---------------------------- | ----------------------------------------------------------------- | ----------------- | --- | --------- | --------------------------------------------------------- |
| Aachen              | 50° 46′ 5″ N, 6° 5′ 28″ O    | Friedrich Mettegang                                               | 1905              | Hauptbahnhof |           | erhalten Denkmalschutz                                    |
| Aachen              | 50° 46′ 24″ N, 6° 5′ 8″ O    |                                                                   | 1908–11           | Elisabethhalle |           | erhalten Denkmalschutz                                    |
| Augsburg            | 48° 21′ 45″ N, 10° 52′ 17″ O | Michael Kurz                                                      | 1907–10           | Herz-Jesu-Kirche |           | erhalten Denkmalschutz                                    |
| Bad Nauheim         | 50° 22′ 2″ N, 8° 44′ 37″ O   | Wilhelm Jost                                                      | 1905–12           | Sprudelhof |           | erhalten                                                  |
| Berlin              | 52° 31′ 4″ N, 13° 18′ 31″ O  | Heinrich Reinhardt, Georg Süßenguth                               | 1899–1905         | Rathaus Charlottenburg |           | erhalten Denkmalschutz                                    |
| Berlin              | 52° 30′ 52″ N, 13° 18′ 32″ O | Paul Bratring, Otto Peters                                        | 1896–99           | Stadtbad Charlottenburg |           | erhalten Denkmalschutz                                    |
| Berlin              | 52° 30′ 38″ N, 13° 25′ 13″ O | August Endell                                                     | 1901              | Buntes Theater |           | 1929 umgebaut, 1945 zerstört                              |
| Berlin              | 52° 26′ 15″ N, 13° 13′ 57″ O | Hart & Lesser                                                     | 1904              | Bahnhof Zehlendorf-Beerenstraße (heute Mexikoplatz) |           | erhalten Denkmalschutz                                    |
| Berlin              | 52° 29′ 56″ N, 13° 21′ 10″ O | Albert Froelich für Boswau & Knauer                               | 1905–06           | Neues Schauspielhaus (heute Metropol) |           | erhalten Denkmalschutz                                    |
| Berlin              | 52° 30′ 46″ N, 13° 25′ 8″ O  |                                                                   | 1906              | Zigarettenfabrik Manoli AG (heute Josetti-Höfe) |           | erhalten Denkmalschutz                                    |
| Berlin              | 52° 31′ 27″ N, 13° 24′ 8″ O  | Kurt Berndt                                                       | 1906–07           | Hackesche Höfe |           | erhalten Denkmalschutz (1977)                             |
| Berlin              | 52° 30′ 0″ N, 13° 23′ 14″ O  | Oskar Kaufmann                                                    | 1907–08           | Hebbel-Theater |           | erhalten Denkmalschutz                                    |
| Bonn                | 50° 43′ 38″ N, 7° 6′ 41″ O   | August Scheidgen                                                  | 1905              | Villa und Architekturbüro Scheidgen (zukünftig Besucherdienst des Bundesamtes für Justiz)                                                                      |           | erhalten Denkmalschutz                                    |
| Bielefeld           | 52° 1′ 15″ N, 8° 32′ 6″ O    | Bernhard Sehring                                                  | 1901–04           | Stadttheater Bielefeld |           | erhalten Denkmalschutz                                    |
| Bielefeld           | 52° 1′ 15″ N, 8° 32′ 6″ O    |                                                                   | 1910              | Hauptbahnhof |           | erhalten Denkmalschutz                                    |
| Bremen              | 53° 4′ 34″ N, 8° 48′ 29″ O   | Heinrich Vogeler                                                  | 1905              | Güldenkammer im Bremer Rathaus |           | erhalten Denkmalschutz (1909) Weltkulturerbe (2004)       |
| Chemnitz            | 50° 48′ 54″ N, 12° 54′ 4″ O  | Henry van de Velde                                                | 1904              | Villa Esche |           | erhalten Denkmalschutz                                    |
| Chemnitz            | 50° 50′ 30″ N, 12° 53′ 50″ O | Henry van de Velde                                                | 1913              | Villa Körner |           | erhalten                                                  |
| Chemnitz            | 50° 50′ 29″ N, 12° 53′ 55″ O | Henry van de Velde                                                |                   | Innenausbau der Villa Quisisana |           | erhalten                                                  |
| Coburg              | 50° 15′ 18″ N, 10° 58′ 0″ O  | Carl Otto Leheis                                                  | 1902–03           | Sonnenhaus |           | erhalten Denkmalschutz                                    |
| Coburg              | 50° 15′ 34″ N, 10° 57′ 54″ O |                                                                   | 1908–10           | Wohn-, Büro- und Geschäftshaus Spitalgasse 19 |           | erhalten Denkmalschutz                                    |
| Cottbus             | 51° 45′ 26″ N, 14° 19′ 32″ O | Bernhard Sehring                                                  | 1907–08           | Staatstheater Cottbus |           | erhalten Denkmalschutz                                    |
| Darmstadt           | 49° 52′ 35″ N, 8° 40′ 5″ O   | Joseph Maria Olbrich                                              | ab 1900           | Ernst-Ludwig-Haus in der Darmstädter Künstlerkolonie |           | erhalten Denkmalschutz                                    |
| Darmstadt           | 49° 52′ 32″ N, 8° 40′ 8″ O   | Joseph Maria Olbrich                                              | bis 1901          | Haus Deiters in der Darmstädter Künstlerkolonie |           | erhalten Denkmalschutz                                    |
| Darmstadt           | 49° 52′ 33″ N, 8° 40′ 3″ O   | Joseph Maria Olbrich                                              | bis 1901          | Großes Glückerthaus in der Darmstädter Künstlerkolonie |           | erhalten Denkmalschutz                                    |
| Darmstadt           | 49° 52′ 33″ N, 8° 40′ 5″ O   | Joseph Maria Olbrich                                              | bis 1901          | Kleines Glückerthaus (Haus Rudolf Bosselt) in der Darmstädter Künstlerkolonie                                                                                  |           | erhalten Denkmalschutz                                    |
| Darmstadt           | 49° 52′ 33″ N, 8° 40′ 2″ O   | Peter Behrens                                                     | bis 1901          | Haus Behrens in der Darmstädter Künstlerkolonie |           | erhalten Denkmalschutz                                    |
| Darmstadt           | 49° 52′ 34″ N, 8° 40′ 7″ O   | Joseph Maria Olbrich                                              | bis 1901          | Haus Olbrich in der Darmstädter Künstlerkolonie |           | nur Erdgeschoss erhalten Denkmalschutz                    |
| Darmstadt           | 49° 52′ 34″ N, 8° 40′ 4″ O   | Joseph Maria Olbrich                                              | bis 1901          | Haus Christiansen in der Darmstädter Künstlerkolonie |           | zerstört                                                  |
| Darmstadt           | 49° 52′ 33″ N, 8° 40′ 7″ O   | Joseph Maria Olbrich                                              | bis 1901          | Haus Habich in der Darmstädter Künstlerkolonie |           | erhalten                                                  |
| Darmstadt           | 49° 52′ 33″ N, 8° 40′ 8″ O   | Joseph Maria Olbrich                                              | bis 1901          | Haus Keller in der Darmstädter Künstlerkolonie |           | stark verändert                                           |
| Darmstadt           | 49° 52′ 38″ N, 8° 40′ 2″ O   | Joseph Maria Olbrich                                              | 1908              | Ausstellungsgebäude mit Hochzeitsturm in der Darmstädter Künstlerkolonie                                                                                       |           | erhalten Denkmalschutz                                    |
| Darmstadt           | 49° 52′ 36″ N, 8° 40′ 8″ O   | Joseph Maria Olbrich Jakob Krug                                   | 1908–10           | Oberhessisches Haus |           | erhalten Denkmalschutz                                    |
| Dortmund            | 51° 31′ 6″ N, 7° 20′ 7″ O    | Bruno Möhring                                                     | 1903              | Maschinenhalle der Zeche Zollern |           | erhalten Denkmalschutz                                    |
| Essen               | 51° 27′ 23″ N, 7° 1′ 0″ O    | Edmund Körner                                                     | 1911–13           | Alte Synagoge Essen (heute Haus jüdischer Kultur) |           | erhalten, Innenraum 1938 ausgebrannt Denkmalschutz (1985) |
| Essen               | 51° 28′ 33″ N, 7° 2′ 16″ O   | Carl Moritz                                                       | 1915              | Schwanhildenbrunnen |           | erhalten Denkmalschutz                                    |
| Gera                | 50° 52′ 2″ N, 12° 3′ 38″ O   | Henry van de Velde                                                | 1913–15           | Haus Schulenburg |           | erhalten Denkmalschutz                                    |
| Gotha               | 50° 57′ 2″ N, 10° 42′ 13″ O  | Ernst Spindler                                                    | 1905–06           | Hauptgebäude der Sparkasse für das Herzogtum Gotha (heute Kreissparkasse)                                                                                      |           | erhalten Denkmalschutz                                    |
| Görlitz             | 51° 9′ 1″ N, 14° 59′ 7″ O    | Gerhard Röhr                                                      | 1908              | Straßburg-Passage |           | erhalten Denkmalschutz                                    |
| Görlitz             | 51° 9′ 9″ N, 14° 59′ 30″ O   | Lossow & Kühne                                                    | 1911              | Synagoge Görlitz (heute Kultur- und Begegnungsstätte) |           | erhalten Denkmalschutz                                    |
| Greiz               | 50° 39′ 25″ N, 12° 12′ 3″ O  |                                                                   | 1904              | Wohn- und Geschäftshaus Burgstraße 5 |           | erhalten Denkmalschutz                                    |
| Hagen               | 51° 21′ 22″ N, 7° 28′ 23″ O  | Henry van de Velde                                                |                   | Innenausbau des ehemaligen Museum Folkwang (heute Osthaus Museum Hagen)                                                                                        |           | erhalten Denkmalschutz                                    |
| Hagen               | 51° 21′ 34″ N, 7° 30′ 49″ O  | Henry van de Velde                                                | 1906–08           | Hohenhof (Villa Karl Ernst Osthaus) |           | erhalten Denkmalschutz                                    |
| Hagen               | 51° 21′ 9″ N, 7° 27′ 55″ O   | Henry van de Velde                                                | 1910-11           | Villa Springmann |           | erhalten Denkmalschutz                                    |
| Hiddensee           | 54° 35′ 16″ N, 13° 6′ 14″ O  | Otto Spalding                                                     | vor 1906          | Lietzenburg (Haus Kruse) |           | erhalten Denkmalschutz                                    |
| Jena                | 50° 55′ 27″ N, 11° 35′ 1″ O  | Carl Dittmar nach Entwürfen Ernst Haeckels                        | 1907–08           | Phyletisches Museum |           | erhalten Denkmalschutz                                    |
| Jena                | 50° 55′ 40″ N, 11° 34′ 48″ O | Henry van de Velde                                                | 1909–11           | Ernst-Abbe-Denkmal |           | erhalten Denkmalschutz                                    |
| Karlsruhe           | 49° 0′ 35″ N, 8° 23′ 49″ O   | Hermann Billing                                                   | 1900–1901         | Hof-Apotheke |           | erhalten Denkmalschutz                                    |
| Karlsruhe           | 49° 0′ 40″ N, 8° 23′ 20″ O   | Hermann Billing                                                   | 1900–1903         | Villenkolonie Baischstraße |           | großteils erhalten Denkmalschutz                          |
| Karlsruhe           | 49° 0′ 29″ N, 8° 25′ 25″ O   | Curjel & Moser                                                    | 1905–1907         | Lutherkirche |           | erhalten Kulturdenkmal von besonderer Bedeutung           |
| Landau in der Pfalz | 49° 11′ 45″ N, 8° 7′ 15″ O   | Hermann Goerke                                                    | 1905–07           | Jugendstil-Festhalle |           | erhalten Denkmalschutz                                    |
| Leipzig             | 51° 20′ 27″ N, 12° 22′ 37″ O | Paul Lange                                                        | 1908–09           | Riquethaus |           | erhalten Denkmalschutz                                    |
| Leipzig             | 51° 18′ 44″ N, 12° 24′ 47″ O | Bruno Schmitz (Architekt), Christian Behrens, Franz Metzner       | 1898–1913         | Völkerschlachtdenkmal |           | erhalten Denkmalschutz                                    |
| Mainz               | 49° 59′ 51″ N, 8° 15′ 47″ O  | Bruno Möhring                                                     | 1900              | Traubensaal aus dem Deutschen Pavillon der Weltausstellung Paris 1900 – Nach Ende der Ausstellung im November 1900 in die Sektkellerei Kupferberg transloziert |           | erhalten                                                  |
| Mainz               | 50° 0′ 32″ N, 8° 16′ 7″ O    |                                                                   |                   | Wohnhaus Rheinallee / Ecke Kaiserstraße („Millionenbau“), heute Hotel Mainzer Hof                                                                              |           | Anfang der 1960er Jahre völlig umgebaut                   |
| Mannheim            | 49° 29′ 2″ N, 8° 28′ 34″ O   |                                                                   | bis 1907          | Friedrichsplatz |           | erhalten Denkmalschutz                                    |
| München             | 48° 8′ 43″ N, 11° 35′ 1″ O   | August Endell                                                     | 1898              | Atelier Elvira |           | 1944 zerstört                                             |
| München             | 48° 7′ 56″ N, 11° 35′ 18″ O  | Carl Hocheder                                                     | 1898–1901         | Müllersches Volksbad |           | erhalten Denkmalschutz                                    |
| München             | 48° 8′ 27″ N, 11° 32′ 0″ O   | Hugo Kaiser                                                       | 1912              | Hauptzollamt |           | erhalten Denkmalschutz                                    |
| München             | 48° 8′ 3″ N, 11° 33′ 36″ O   | Max Littmann                                                      | 1905–07           | Anatomische Anstalt |           | erhalten Denkmalschutz                                    |
| München             | 48° 9′ 32″ N, 11° 34′ 53″ O  | Eugen König                                                       | 1900              | Mietshaus Ainmillerstraße 20 |           | erhalten Denkmalschutz                                    |
| München             | 48° 9′ 33″ N, 11° 34′ 51″ O  | Ernst Haiger                                                      | 1899–1900         | Mietshaus Ainmillerstraße 22 |           | erhalten Denkmalschutz                                    |
| München             | 48° 7′ 52″ N, 11° 36′ 18″ O  | Rosa Barbist                                                      | 1903              | Mietshaus Elsässer Straße 22 |           | erhalten Denkmalschutz                                    |
| München             | 48° 9′ 27″ N, 11° 34′ 51″ O  | Franz Nyilas                                                      | 1903              | Mietshaus Franz-Joseph-Straße 19 |           | erhalten Denkmalschutz                                    |
| München             | 48° 9′ 21″ N, 11° 35′ 14″ O  | Martin Dülfer                                                     | 1904              | Mietshaus Gedonstraße 4–6 |           | erhalten Denkmalschutz                                    |
| München             | 48° 9′ 46″ N, 11° 35′ 9″ O   | Martin Dülfer                                                     | 1900-02           | Mietshaus Leopoldstraße 77 |           | erhalten Denkmalschutz                                    |
| München             | 48° 8′ 18″ N, 11° 36′ 23″ O  | Johann Zitter                                                     | 1901              | Mietshaus Lucile-Grahn-Straße 47 |           | erhalten Denkmalschutz                                    |
| München             | 48° 7′ 57″ N, 11° 34′ 2″ O   | Karl Zeh                                                          | 1907-08           | Mietshaus Müllerstraße 56 |           | erhalten Denkmalschutz                                    |
| München             | 48° 9′ 34″ N, 11° 34′ 37″ O  | Ernst Haiger                                                      | 1899              | Mietshaus Römerstraße 11 |           | erhalten Denkmalschutz                                    |
| München             | 48° 9′ 35″ N, 11° 34′ 37″ O  | Eugen König                                                       | 1900              | Mietshaus Römerstraße 15 |           | erhalten Denkmalschutz                                    |
| München             | 48° 8′ 15″ N, 11° 33′ 14″ O  | August Zeh                                                        | 1905              | Mietshaus Schwanthalerstraße 79 |           | erhalten Denkmalschutz                                    |
| Neukirchen/ Pleiße  | 50° 46′ 37″ N, 12° 23′ 48″ O | Henry van de Velde                                                | 1907–09           | Innenausbau von Schloss Lauterbach |           | erhalten                                                  |
| Quedlinburg         | 51° 47′ 15″ N, 11° 8′ 35″ O  | Max Schneck                                                       | 1903              | Wohn- und Geschäftshaus Steinbrücke 11 |           | erhalten Denkmalschutz                                    |
| Singen/Hohentwiel   | 47° 45′ 53″ N, 8° 50′ 17″ O  | Karl Engelhorn                                                    | 1910              | Hegau-Gymnasium, Alemannenstraße |           | erhalten Denkmalschutz                                    |
| Singen/Hohentwiel   | 47° 45′ 18″ N, 8° 50′ 21″ O  | Ferdinand Finus                                                   | 1905              | Villa Friedwalt – ehemalige Direktorenvilla der Firma Maggi in der Rielasinger Straße                                                                          |           | erhalten Denkmalschutz                                    |
| Singen/Hohentwiel   | 47° 45′ 47″ N, 8° 50′ 25″ O  | Ludwig Ehrlich und Albert Hänssler                                | 1912-193          | Lutherkirche |           | erhalten Denkmalschutz                                    |
| Singen/Hohentwiel   | 47° 45′ 18″ N, 8° 50′ 21″ O  | Bauleiter: Josef Krapp, vormals Martenstein & Jousseau, Karlsruhe | 1909              | Wasserturm auf dem Gelände der Firma Maggi |           | erhalten Denkmalschutz                                    |
| Traben-Trarbach     | 49° 57′ 5″ N, 7° 7′ 22″ O    | Bruno Möhring                                                     | 1904              | Villa Huesgen |           | erhalten Denkmalschutz                                    |
| Weimar              | 50° 58′ 18″ N, 11° 19′ 5″ O  | Henry van de Velde                                                | 1903              | Nietzsche-Archiv |           | erhalten Denkmalschutz                                    |
| Weimar              | 50° 58′ 25″ N, 11° 19′ 24″ O | Rudolf Zapfe                                                      | 1903              | Villa Gustav Rauner |           | erhalten Denkmalschutz                                    |
| Weimar              | 50° 58′ 24″ N, 11° 19′ 21″ O | Rudolf Zapfe                                                      | 1903              | Villa Joseph Bornmüller |           | erhalten Denkmalschutz                                    |
| Weimar              | 50° 58′ 43″ N, 11° 19′ 46″ O | Ernst Spindler                                                    | 1903–04           | Norddeutsche Grundkreditbank (heute Deutsche Bank) |           | erhalten Denkmalschutz                                    |
| Weimar              | 50° 58′ 28″ N, 11° 19′ 44″ O | Henry van de Velde                                                | 1904–11           | Großherzoglich-Sächsische Kunstschule Weimar (heute Hauptgebäude der Bauhaus-Universität Weimar)                                                               |           | erhalten Denkmalschutz Weltkulturerbe                     |
| Weimar              | 50° 58′ 38″ N, 11° 19′ 41″ O | Rudolf Zapfe                                                      | 1904–05           | Hansa-Haus |           | erhalten Denkmalschutz                                    |
| Weimar              | 50° 58′ 28″ N, 11° 19′ 42″ O | Henry van de Velde                                                | 1905–06           | Großherzoglich-Sächsische Kunstgewerbeschule Weimar (heute Winkelbau der Bauhaus-Universität Weimar)                                                           |           | erhalten Denkmalschutz Weltkulturerbe                     |
| Weimar              | 50° 57′ 35″ N, 11° 20′ 32″ O | Henry van de Velde                                                | 1907–08           | Haus Hohe Pappeln |           | erhalten Denkmalschutz                                    |
| Weimar              | 50° 58′ 30″ N, 11° 19′ 0″ O  | Henry van de Velde                                                | 1912–13           | Palais Dürckheim |           | erhalten Denkmalschutz                                    |
| Weimar              | 50° 58′ 24″ N, 11° 19′ 11″ O | Henry van de Velde                                                | 1913–14           | Haus Henneberg |           | erhalten Denkmalschutz                                    |

## Finnland
| Ort      | Koordi- naten                | Architekten                                      | Entwurf / Baujahr | Beschreibung / Nutzung           | Abbildung | Status und Schutz |
| -------- | ---------------------------- | ------------------------------------------------ | ----------------- | -------------------------------- | --------- | ----------------- |
| Helsinki | 60° 10′ 5″ N, 24° 57′ 47″ O  | Herman Gesellius, Armas Lindgren, Eliel Saarinen | 1898              | Haus Tallberg                    |           | erhalten          |
| Helsinki | 60° 10′ 8″ N, 24° 56′ 45″ O  | Herman Gesellius, Armas Lindgren, Eliel Saarinen | 1899–1901         | Gebäude der Versicherung Pohjola |           | erhalten          |
| Helsinki | 60° 10′ 19″ N, 24° 56′ 29″ O | Eliel Saarinen                                   | 1904–19           | Bahnhof Helsinki                 |           | erhalten          |

## Frankreich
| Ort                 | Koordi- naten               | Architekten                                               | Entwurf / Baujahr | Beschreibung / Nutzung | Abbildung                                  | Status und Schutz                                                                             |
| ------------------- | --------------------------- | --------------------------------------------------------- | ----------------- | --- | ------------------------------------------ | --------------------------------------------------------------------------------------------- |
| Colmar              | 48° 4′ 18″ N, 7° 21′ 23″ O  | Eudoxe Grégoriady                                         | 1904              | Maison aux raisins |                                            | erhalten Inscrit MH (1975)                                                                    |
| Dijon               | 47° 19′ 26″ N, 5° 2′ 14″ O  | Louis Perreau                                             | 1907              | Wohnhaus 9 Rue du Château |                                            | erhalten Inscrit MH (1975) Patrimoine du xxe siècle                                           |
| Guebwiller          | 47° 54′ 33″ N, 7° 12′ 40″ O | Adolphe Sautier                                           | um 1900–10        | Immeuble 69 Rue de la République |                                            | erhalten Inventaire supplémentaire                                                            |
| Guebwiller          | 47° 54′ 36″ N, 7° 12′ 38″ O | Adolphe Sautier                                           | 1903              | Immeuble 104 Rue de la République |                                            | erhalten Inscrit MH (1975)                                                                    |
| Hermanville-sur-Mer | 49° 17′ 57″ N, 0° 18′ 21″ W | Hector Guimard                                            | 1899              | Villa La Bluette |                                            | erhalten Inscrit MH (2005)                                                                    |
| Lille               | 50° 37′ 37″ N, 3° 3′ 37″ O  | Hector Guimard                                            | 1898–1900         | Maison Coilliot |                                            | erhalten Classé MH (1977)                                                                     |
| Metz                | 49° 6′ 41″ N, 6° 10′ 35″ O  |                                                           | 1903              | Immeuble 23 Avenue Foch |                                            | erhalten kein Schutz                                                                          |
| Metz                | 49° 6′ 43″ N, 6° 10′ 30″ O  |                                                           | 1903              | Immeuble 16 Avenue Foch |                                            | erhalten kein Schutz                                                                          |
| Nancy               | 48° 41′ 30″ N, 6° 10′ 59″ O | Jacques Grüber (Glaskünstler)                             | 1901              | Glasdach des Immeuble Crédit Lyonais |                                            | erhalten Classé MH (1996)                                                                     |
| Nancy               | 48° 41′ 8″ N, 6° 9′ 50″ O   | Henri Sauvage                                             | 1901–02           | Villa Majorelle |                                            | erhalten Classé MH (1996) Inscrit MH (1975) Patrimoine du xxe siècle                          |
| Nancy               | 48° 40′ 46″ N, 6° 10′ 56″ O | Emile André                                               | 1902              | Les Glycines |                                            | erhalten Classé MH (1996) Inscrit MH (1994) Patrimoine du xxe siècle                          |
| Nancy               | 48° 41′ 12″ N, 6° 10′ 5″ O  | Emile André                                               | 1902              | Immeuble Lombard |                                            | erhalten Classé MH (1996)                                                                     |
| Nancy               | 48° 41′ 11″ N, 6° 10′ 4″ O  | Emile André                                               | 1902–04           | Immeuble France-Lanord |                                            | erhalten Classé MH (1998) Inscrit MH (1975)                                                   |
| Nancy               | 48° 41′ 55″ N, 6° 10′ 12″ O | Emile André                                               | 1903              | Maisons Huot |                                            | erhalten Inscrit MH (1994) Patrimoine du xxe siècle                                           |
| Nancy               | 48° 41′ 2″ N, 6° 11′ 35″ O  | Lucien Weissenburger                                      | 1903–05           | Immeuble Bergeret |                                            | erhalten Classé MH (1996) Inscrit MH (1975, 1994) Patrimoine du xxe siècle                    |
| Nancy               | 48° 40′ 48″ N, 6° 9′ 56″ O  | Lucien Weissenburger                                      | 1904              | Aquarium im Garten von Eugène Corbin |                                            | erhalten Classé MH (1998) Patrimoine du xxe siècle                                            |
| Nancy               | 48° 40′ 42″ N, 6° 9′ 57″ O  | César Pain                                                | 1904              | Immeuble 24–26 Rue Félix Faure |                                            | erhalten Inscrit MH (1994)                                                                    |
| Nancy               | 48° 41′ 15″ N, 6° 10′ 15″ O | Paul Charbonnier                                          | 1905              | Maison du Docteur Paul Jacques |                                            | erhalten Inscrit MH (1979)                                                                    |
| Nancy               | 48° 41′ 52″ N, 6° 10′ 31″ O | Lucien Weissenburger                                      | 1906              | Immeuble 52 Cours Léopold |                                            | erhalten Inscrit MH (1976)                                                                    |
| Paris               | 48° 53′ 3″ N, 2° 20′ 16″ O  | Anatole de Baudot                                         | 1894–1904         | Église Saint-Jean-de-Montmartre |                                            | erhalten Classé MH (2014)                                                                     |
| Paris               | 48° 52′ 14″ N, 2° 20′ 23″ O | Louis Bonnier                                             | 1895              | Maison de l’Art Nouveau |                                            | 1922 abgerissen                                                                               |
| Paris               | 48° 51′ 9″ N, 2° 16′ 28″ O  | Hector Guimard                                            | 1895–98           | Castel Béranger |                                            | erhalten Clasé MH (1992)                                                                      |
| Paris               | 48° 52′ 3″ N, 2° 18′ 7″ O   | Émile Hyrtre                                              | 1898              | La Fermette Marbeuf |                                            | erhalten Inscrit MH (1983)                                                                    |
| Paris               | 48° 52′ 3″ N, 2° 16′ 58″ O  | Hector Guimard                                            | 1898–1901         | Salle Humbert de Romans |                                            | 1905 abgerissen                                                                               |
| Paris               | 48° 51′ 32″ N, 2° 18′ 5″ O  | Jules Lavirotte                                           | 1899–1900         | Immeuble 3 Square Rapp |                                            | erhalten Inscrit MH (1975, 2005)                                                              |
| Paris               | 48° 51′ 33″ N, 2° 18′ 3″ O  | Jules Lavirotte                                           | 1899–1901         | Immeuble Lavirotte |                                            | erhalten Inscrit MH (1964, 2015) Patrimoine du xxe siècle                                     |
| Paris               | verschiedene                | Hector Guimard                                            | 1900              | Eingänge der Pariser Metro | Zugang Typ B an der Station Porte Dauphine | teilweise erhalten                                                                            |
| Paris               | 48° 52′ 3″ N, 2° 19′ 23″ O  | Alfons Mucha                                              | 1901              | Bijouterie Fouque – Innenausstattung |                                            | ins Musée Carnavalet transloziert (1923)                                                      |
| Paris               | 48° 52′ 14″ N, 2° 21′ 12″ O | Louis Trézel, Armand Ségaud, Hippolyte Boulenger          | 1902–05           | Brasserie Julien – Innenausstattung und Ladenfront                                                                                              |                                            | erhalten Classé MH (1997) Patrimoine du xxe siècle                                            |
| Paris               | 48° 50′ 44″ N, 2° 19′ 31″ O | Paul Auscher                                              | 1904              | Geschäfts- und Wohnhaus Félix Potin |                                            | erhalten Inscrit MH (1975)                                                                    |
| Paris               | 48° 52′ 36″ N, 2° 17′ 51″ O | Jules Lavirotte                                           | 1904              | Hôtel Céramic |                                            | erhalten Inscrit MH (1964) Patrimoine du xxe siècle                                           |
| Paris               | 48° 52′ 5″ N, 2° 20′ 39″ O  | Georges Chedanne zugeschrieben                            | 1904              | Geschäftshaus 124 Rue Réaumur |                                            | erhalten Inscrit MH (1965)                                                                    |
| Paris               | 48° 50′ 30″ N, 2° 16′ 0″ O  | Hector Guimard                                            | 1904–05           | Immeuble Jassédé |                                            | erhalten Inscrit MH (1984)                                                                    |
| Paris               | 48° 50′ 34″ N, 2° 17′ 30″ O | Alfred Wagon                                              | 1905              | Immeuble 24 Place Étienne-Pernet |                                            | erhalten                                                                                      |
| Paris               | 48° 51′ 33″ N, 2° 20′ 32″ O | Frantz Jourdain                                           | 1905–10           | La Samaritaine |                                            | Teilweise durch einen Neubau von Henri Sauvage ersetzt Inscrit MH (1990)                      |
| Paris               | 48° 52′ 22″ N, 2° 19′ 57″ O | Jacques Hermant                                           | 1906–11           | Große Halle in der Siège central de la Société General                                                                                          |                                            | erhalten Inscrit MH (1977)                                                                    |
| Paris               | 48° 50′ 39″ N, 2° 15′ 48″ O | Henri Audiger, Joachim Richard                            | 1907              | Hôtel Danois |                                            | erhalten                                                                                      |
| Paris               | 48° 51′ 4″ N, 2° 19′ 36″ O  | Louis-Hippolyte Boileau Hervé Tauzin                      | 1907–11           | Hôtel Lutetia |                                            | erhalten Inscrit MH (2007)                                                                    |
| Paris               | 48° 50′ 59″ N, 2° 15′ 59″ O | Hector Guimard                                            | 1909              | Hôtel Guimard |                                            | erhalten Classé MH (1997) Inscrit MH (1964)                                                   |
| Paris               | 48° 51′ 3″ N, 2° 16′ 15″ O  | Hector Guimard                                            | 1910–11           | Hôtel Mezzara |                                            | erhalten Classé MH (2016) Inscrit MH (1994) Patrimoine du xxe siècle                          |
| Paris               | 48° 50′ 20″ N, 2° 19′ 53″ O | André Arfvidson                                           | 1911              | Wohnhaus mit Künstlerateliers 31 Rue Campagne-Première                                                                                          |                                            | erhalten Inscrit MH (1986)                                                                    |
| Paris               | 48° 51′ 41″ N, 2° 20′ 28″ O | Frantz Jourdain                                           | 1912              | Immeuble La Semeuse de Paris |                                            | erhalten Inscrit MH (2000)                                                                    |
| Paris               | 48° 52′ 24″ N, 2° 19′ 56″ O | Georges Chedanne, Ferdinand Chanut                        | bis 1912          | Kuppelhalle der Galerie Lafayette Haussmann |                                            | erhalten                                                                                      |
| Paris               | 48° 51′ 21″ N, 2° 21′ 38″ O | Hector Guimard                                            | 1913–14           | Synagoge der Rue Pavée |                                            | erhalten Inscrit MH (1989)                                                                    |
| Straßburg           | 48° 34′ 57″ N, 7° 45′ 33″ O | Ott, Édouard Roederer (Architekten), Seder (Keramikmaler) | 1892              | École des Arts Décoratifs (heute Haute école des arts du Rhin)                                                                                  |                                            | erhalten Inscrit MH (1981)                                                                    |
| Straßburg           | 48° 34′ 59″ N, 7° 44′ 50″ O | Julius Berninger, Gustave Krafft                          | 1896, 1899        | Magasin Manrique – Die drei linken Fensterachsen sind 1896 errichtet, 1899 wurde nach Gebäude rechts um eine, ein Geschoss höhere Achse ergänzt |                                            | erhalten, Dach 1950 umgebaut Inscrit MH (1984)                                                |
| Straßburg           | 48° 35′ 30″ N, 7° 46′ 12″ O | Julius Berninger, Gustave Krafft                          | 1897–1900         | Hôtel Schützenberger (heute European Audiovisual Observatory des Europarats)                                                                    |                                            | erhalten Inscrit MH (1975)                                                                    |
| Straßburg           | 48° 35′ 5″ N, 7° 44′ 55″ O  | Julius Berninger, Gustave Krafft                          | 1901              | Immeuble 1 Place Broglie |                                            | erhalten Inscrit MH (1975)                                                                    |
| Straßburg           | 48° 35′ 25″ N, 7° 46′ 6″ O  | Frantz Lütke, Heinrich Backes                             | 1901–03           | Immeuble 22 Rue du Général de Castelnau |                                            | erhalten Inscrit MH (1975)                                                                    |
| Straßburg           | 48° 34′ 45″ N, 7° 45′ 36″ O | Kalweit                                                   | 1902              | Portal des Magasin Neunreiter |                                            | erhalten Inscrit MH (2015)                                                                    |
| Straßburg           | 48° 35′ 20″ N, 7° 45′ 54″ O | Frantz Lütke, Heinrich Backes                             | 1902–03           | Villa Stempel |                                            | erhalten, 1944 beschädigt, Fassade verändert, Innenräume teilweise erhalten Inscrit MH (2008) |
| Straßburg           | 48° 35′ 25″ N, 7° 46′ 6″ O  | Frantz Lütke, Heinrich Backes                             | 1902–04           | Immeuble 56 Allée de la Robertsau |                                            | erhalten Inscrit MH (1975)                                                                    |
| Straßburg           | 48° 35′ 20″ N, 7° 46′ 12″ O |                                                           | 1903              | Villa Faist |                                            | erhalten Inscrit MH (2005)                                                                    |
| Straßburg           | 48° 35′ 9″ N, 7° 46′ 5″ O   | Auguste Brion                                             | 1904              | Hôtel Brion |                                            | erhalten Inscrit MH (1975)                                                                    |
| Straßburg           | 48° 35′ 26″ N, 7° 44′ 55″ O | Lütke & Backes                                            | 1904              | Immeuble 1 Rue Sellénick et 64a Avenue des Vosges                                                                                               |                                            | erhalten kein Schutz                                                                          |
| Straßburg           | 48° 35′ 23″ N, 7° 45′ 0″ O  |                                                           | 1904              | Immeuble 53 Avenue des Vosges |                                            | erhalten kein Schutz                                                                          |
| Straßburg           | 48° 33′ 55″ N, 7° 45′ 34″ O | Aloys Walter                                              | 1904              | Immeuble 98a Route du Polygone |                                            | erhalten kein Schutz                                                                          |
| Straßburg           | 48° 35′ 23″ N, 7° 45′ 54″ O | Julius Berninger, Gustave Krafft                          | 1904–05           | Villa Knopf |                                            | erhalten kein Schutz                                                                          |
| Straßburg           | 48° 35′ 5″ N, 7° 45′ 14″ O  | Julius Berninger, Gustave Krafft                          | 1905              | Immeuble Volkskunst |                                            | erhalten kein Schutz                                                                          |
| Straßburg           | 48° 35′ 24″ N, 7° 45′ 3″ O  | Frantz Lütke, Heinrich Backes                             | 1905              | Immeuble 46 Avenue des Vosges |                                            | erhalten Inscrit MH (1975)                                                                    |
| Toulouse            | 43° 36′ 6″ N, 1° 26′ 25″ O  | Joseph Galinier                                           | 1901              | Erweiterung des Immeuble Mazelié | rechts im Bild                             | erhalten kein Schutz                                                                          |
| Toulouse            | 43° 36′ 44″ N, 1° 26′ 44″ O | Léo Laporte-Blairsy                                       | 1913              | Fontaine Clémence Isaure (La Poésie romane) |                                            | Inscrit MH (2019)                                                                             |
| Toulouse            | 43° 35′ 59″ N, 1° 26′ 33″ O | unbekannt                                                 | um 1900–15        | Ladengeschäft |                                            | erhalten Inscrit MH (1975)                                                                    |
| Le Vésinet          | 48° 53′ 57″ N, 2° 7′ 7″ O   | Hector Guimard                                            | ca. 1894          | Villa Berthe |                                            | erhalten Inscrit MH (1979)                                                                    |

## Georgien
| Ort    | Koordi- naten                | Architekten                                      | Entwurf / Baujahr | Beschreibung / Nutzung                                                                          | Abbildung | Status und Schutz              |
| ------ | ---------------------------- | ------------------------------------------------ | ----------------- | ----------------------------------------------------------------------------------------------- | --------- | ------------------------------ |
| Tiflis |                              | unbekannt (Architekt), I. Nikoladse (Bauplastik) | 1901              | Pavillon der Nobel-Brüder auf der Jubiläumsschau der Kaukasus Industrie- und Handelsausstellung |           | wohl kurz nach 1901 abgerissen |
| Tiflis | 41° 42′ 13″ N, 44° 48′ 7″ O  | Simon Kldiaschwili                               | 1902              | Wohnhaus Rom-Straße 4                                                                           |           | erhalten                       |
| Tiflis | 41° 42′ 57″ N, 44° 47′ 42″ O |                                                  | 1903              | Wohnhaus Ja.-Karagereli-Straße 3b                                                               |           | erhalten Denkmalschutz         |
| Tiflis | 41° 42′ 31″ N, 44° 47′ 40″ O | S. Kritschinski                                  | 1907              | Marjanischwili-Theater                                                                          |           | erhalten Denkmalschutz         |
| Tiflis | 41° 42′ 55″ N, 44° 47′ 36″ O |                                                  | 1909              | Apollo-Theater                                                                                  |           | erhalten                       |
| Tiflis | 41° 41′ 34″ N, 44° 48′ 0″ O  | M. Ohajanow                                      | 1913              | Nationalbank von Georgien, heute Außenministerium                                               |           | erhalten Denkmalschutz         |

## Italien
| Ort     | Koordi- naten                | Architekten         | Entwurf / Baujahr | Beschreibung / Nutzung | Abbildung | Status und Schutz      |
| ------- | ---------------------------- | ------------------- | ----------------- | ---------------------- | --------- | ---------------------- |
| Ferrara | 44° 50′ 33″ N, 11° 36′ 42″ O |                     | 1904              | Villa Melchiorri       |           | erhalten               |
| Florenz |                              | Giovanni Michelazzi | 1911              | Casa-Galleria Vichi    |           | erhalten               |
| Meran   | 46° 40′ 14″ N, 11° 9′ 35″ O  | Martin Dülfer       | 1899–1900         | Stadttheater Meran     |           | erhalten Denkmalschutz |
| Novara  |                              | Mario Rosina        | 1905–07           | Casa Quaroni           |           | erhalten               |
| Palermo | 38° 7′ 10″ N, 13° 20′ 37″ O  | Ernesto Basile      | 1899–1902         | Villino Florio         |           | erhalten Denkmalschutz |
| Pesaro  | 43° 54′ 51″ N, 12° 55′ 4″ O  | Giuseppe Brega      | 1901–07           | Villino Ruggeri        |           | erhalten               |
| Turin   | 45° 4′ 36″ N, 7° 39′ 53″ O   |                     | 1902–03           | Casa Fenoglio-Lafleur  |           | erhalten               |

## Lettland
| Ort  | Koordi- naten               | Architekten         | Entwurf / Baujahr | Beschreibung / Nutzung        | Abbildung | Status und Schutz             |
| ---- | --------------------------- | ------------------- | ----------------- | ----------------------------- | --------- | ----------------------------- |
| Riga | 56° 57′ 1″ N, 24° 6′ 22″ O  | Konstantīns Pēkšēns | 1902              | Mietshaus Smilšu iela 2       |           | erhalten                      |
| Riga | 56° 57′ 27″ N, 24° 6′ 41″ O | Michail Eisenstein  | 1903              | Mietshaus Elizabetes iela 10b |           | erhalten                      |
| Riga | 56° 57′ 33″ N, 24° 6′ 35″ O | Michail Eisenstein  | 1903              | Mietshaus Alberta iela 8      |           | erhalten Denkmalschutz (1998) |
| Riga | 56° 57′ 32″ N, 24° 6′ 40″ O | Michail Eisenstein  | 1904              | Mietshaus Alberta iela 4      |           | erhalten Denkmalschutz (1998) |
| Riga | 56° 57′ 32″ N, 24° 6′ 39″ O | Michail Eisenstein  | 1906              | Mietshaus Alberta iela 2      |           | erhalten Denkmalschutz (1998) |
| Riga | 56° 57′ 32″ N, 24° 6′ 40″ O | Michail Eisenstein  | 1906              | Mietshaus Alberta iela 2a     |           | erhalten Denkmalschutz (1998) |

## Mexiko
| Ort          | Koordi- naten                  | Architekten                   | Entwurf / Baujahr | Beschreibung / Nutzung                   | Abbildung | Status und Schutz |
| ------------ | ------------------------------ | ----------------------------- | ----------------- | ---------------------------------------- | --------- | ----------------- |
| Mexiko-Stadt | 19° 25′ 55,9″ N, 99° 8′ 4,4″ W | Jacques Grüber (Glaskünstler) | 1918              | Glasdach des Gran Hotel Ciudad de México |           | erhalten          |

## Norwegen
| Ort     | Koordi- naten                 | Architekten                  | Entwurf / Baujahr | Beschreibung / Nutzung                     | Abbildung | Status und Schutz             |
| ------- | ----------------------------- | ---------------------------- | ----------------- | ------------------------------------------ | --------- | ----------------------------- |
| Ålesund | 62° 28′ 15,6″ N, 6° 9′ 3,9″ O | Hagbarth Martin Schytte-Berg | 1905–07           | Schwanenapotheke (heute Jugendstilzentrum) |           | erhalten Denkmalschutz (1984) |

## Österreich
| Ort              | Koordi- naten                | Architekten          | Entwurf / Baujahr | Beschreibung / Nutzung                     | Abbildung | Status und Schutz |
| ---------------- | ---------------------------- | -------------------- | ----------------- | ------------------------------------------ | --------- | ----------------- |
| Brunn am Gebirge | 48° 6′ 6″ N, 16° 16′ 45″ O   | Sepp Hubatsch        | 1902–12           | Jugendstilreihenhäuser in Brunn am Gebirge |           | erhalten          |
| Molln            | 47° 51′ 51″ N, 14° 11′ 51″ O | Mauriz Balzarek      | 1907–08           | Kraftwerk Steyrdurchbruch                  |           | erhalten          |
| Wien             | 48° 12′ 1″ N, 16° 21′ 56″ O  | Joseph Maria Olbrich | 1897–98           | Wiener Secessionsgebäude                   |           | erhalten          |
| Wien             | 48° 11′ 51″ N, 16° 21′ 33″ O | Otto Wagner          | 1898–99           | Wienzeilenhäuser                           |           | erhalten          |
| Wien             | 48° 12′ 0″ N, 16° 22′ 13″ O  | Otto Wagner          | bis 1899          | Stadtbahnstation Karlsplatz                |           | erhalten          |
| Wien             | 48° 11′ 51″ N, 16° 23′ 15″ O | Max Fabiani          | 1899–1901         | Haus Portois & Fix                         |           | erhalten          |
| Wien             | 48° 12′ 37″ N, 16° 22′ 4″ O  | Oskar Laske          | 1901–02           | Apotheke zum weißen Engel                  |           | erhalten          |
| Wien             | 48° 10′ 51″ N, 16° 22′ 24″ O | Hubert Gessner       | 1901–02           | Arbeiterheim Favoriten                     |           | erhalten          |
| Wien             | 48° 12′ 46″ N, 16° 22′ 7″ O  | Josef Hackhofer      | 1903–04           | Hohe Brücke                                |           | erhalten          |
| Wien             | 48° 12′ 36″ N, 16° 22′ 18″ O | Jože Plečnik         | 1903–05           | Zacherlhaus                                |           | erhalten          |
| Wien             | 48° 12′ 38″ N, 16° 16′ 44″ O | Otto Wagner          | 1904–07           | Kirche am Steinhof                         |           | erhalten          |
| Wien             | 48° 12′ 39″ N, 16° 22′ 25″ O | Franz Matsch         | bis 1915          | Ankeruhr                                   |           | erhalten          |

## Portugal
| Ort      | Koordi- naten               | Architekten                      | Entwurf / Baujahr | Beschreibung / Nutzung                       | Abbildung | Status und Schutz                   |
| -------- | --------------------------- | -------------------------------- | ----------------- | -------------------------------------------- | --------- | ----------------------------------- |
| Aveiro   | 40° 38′ 16″ N, 8° 39′ 21″ W | Francisco Augusto da Silva Rocha | 1907–09           | Casa do Major Pessoa (heute Museu Arte Nova) |           | erhalten Denkmalschutz (1997)       |
| Lissabon | 38° 43′ 57″ N, 9° 8′ 47″ W  | Manuel Joaquim Norte Júnior      | 1904–05           | Casa Dr. Anastácio Gonçalves                 |           | erhalten Denkmalschutz (1982)       |
| Porto    | 41° 8′ 49″ N, 8° 36′ 53″ W  | Xavier Esteves                   | 1906              | Livraria Lello                               |           | erhalten Denkmalschutz (1994, 2013) |

## Russland
| Ort              | Koordi- naten                    | Architekten                                                          | Entwurf / Baujahr | Beschreibung / Nutzung | Abbildung | Status und Schutz      |
| ---------------- | -------------------------------- | -------------------------------------------------------------------- | ----------------- | --- | --------- | ---------------------- |
| Chabarowsk       | 48° 28′ 33″ N, 135° 3′ 45″ O     | P. W. Bartoschewitsch, B. A. Malinowski                              | 1907–09           | Gebäude der Stadtverwaltung |           | erhalten Denkmalschutz |
| Moskau           | 55° 45′ 30″ N, 37° 37′ 17″ O     | William Walcot, Lew Kekuschew, Nikolai Schewjakow, Wladimir Wojeikow | 1899–1904         | Hotel Metropol |           | erhalten Denkmalschutz |
| Moskau           | 55° 45′ 29″ N, 37° 35′ 47″ O     | Fjodor Schechtel                                                     | 1900–03           | Rjabuschinski-Haus |           | erhalten               |
| Moskau           | 55° 44′ 19″ N, 37° 35′ 29″ O     | Fjodor Schechtel                                                     | 1901–04           | Deroschinskaja-Haus |           | erhalten               |
| Moskau           | 55° 44′ 27″ N, 37° 35′ 52″ O     | Lew Kekuschew                                                        | 1902              | Haus des Architekten |           | erhalten Denkmalschutz |
| Moskau           | 55° 46′ 37″ N, 37° 39′ 26″ O     | Fjodor Schechtel                                                     | 1902–04           | Empfangsgebäude des Jaroslawler Bahnhofs                                                                                       |           | erhalten               |
| Moskau           | 55° 44′ 26″ N, 37° 35′ 53″ O     | Alexander Kalmykow                                                   | 1902–03           | Villa Johann Leonard Ding |           | erhalten Denkmalschutz |
| Moskau           | 55° 47′ 7″ N, 37° 42′ 13″ O      | Lew Kekuschew                                                        | 1903              | Villa W. D. Nosow |           | erhalten Denkmalschutz |
| Moskau           | 55° 45′ 25″ N, 37° 35′ 19″ O     | Lew Kekuschew                                                        | 1903              | Villa Mindowski |           | erhalten Denkmalschutz |
| Moskau           | 55° 45′ 42″ N, 37° 37′ 1″ O      | Iwan Maschkow                                                        | 1903              | Mietshaus M. W. Sokol |           | erhalten Denkmalschutz |
| Moskau           | 55° 45′ 26″ N, 37° 39′ 5″ O      | Georgi Makajew                                                       | 1903–05           | Mietshaus N. G. Tarchow |           | erhalten Denkmalschutz |
| Moskau           | 55° 44′ 29″ N, 37° 35′ 34″ O     | Lew Kekuschew                                                        | 1904–06           | Mietshaus I. P. Isakow auf der Pretschistenka                                                                                  |           | erhalten Denkmalschutz |
| Moskau           | 55° 44′ 33″ N, 37° 36′ 23″ O     | Sergej Maljutin                                                      | 1905–07           | Wohngebäude S. A. Perzow |           | erhalten Denkmalschutz |
| Moskau           | 55° 44′ 38″ N, 37° 36′ 7″ O      | Walentin Dubowski                                                    | 1906–07           | Mietshaus J. M. Filatow |           | erhalten Denkmalschutz |
| Moskau           | 55° 44′ 15″ N, 37° 37′ 25″ O     | Alexei Schtschussew                                                  | 1908–12           | Ensemble des Martha-Maria-Kloster mit Mariä-Schutz-und-Fürbitte-Kirche, Torhaus mit Kapelle und Mauer mit Tor und Pförtnerhaus |           | erhalten Denkmalschutz |
| Nischni Nowgorod | 56° 19′ 12″ N, 43° 59′ 56″ O     | W. A. Pokrowski                                                      | 1911–13           | Gebäude der Staatsbank |           | erhalten Denkmalschutz |
| Omsk             | 54° 59′ 37″ N, 73° 21′ 54″ O     | unbekannt                                                            | 1910–15           | Ehem. Verwaltungsgebäude der Minengesellschaft „Kusnetzk“                                                                      |           | erhalten Denkmalschutz |
| Omsk             | 54° 59′ 25″ N, 73° 22′ 8″ O      | unbekannt                                                            | 1913–14           | Ehem. Landmaschinenfabrik Robert & Thomas Elworthy                                                                             |           | erhalten Denkmalschutz |
| Omsk             | 54° 58′ 29″ N, 73° 22′ 43″ O     | unbekannt                                                            | 1914              | Villa K. A. Grinewitzki (heute Kasachisches Konsulat)                                                                          |           | erhalten Denkmalschutz |
| Omsk             | 54° 58′ 27″ N, 73° 22′ 44″ O     | unbekannt                                                            | 1915              | Haus A. S. Kabalkin |           | erhalten Denkmalschutz |
| Omsk             | 54° 59′ 2″ N, 73° 22′ 57″ O      | unbekannt                                                            | 1913              | Blockhaus A. S. Kabalkin |           | erhalten Denkmalschutz |
| Omsk             | 54° 59′ 7″ N, 73° 22′ 26″ O      | Nikolai Werewkin                                                     | 1910–12           | Gebäude der Wogau & Co. |           | erhalten Denkmalschutz |
| Pensa            | 53° 11′ 6″ N, 45° 0′ 37″ O       | Alexander von Hohen                                                  | 1910–12           | Ehem. Grundbesitzer-Bank, jetzt Gemäldegalerie der Oblast Pensa                                                                |           | erhalten Denkmalschutz |
| Perm             | 58° 0′ 18″ N, 56° 11′ 3″ O       |                                                                      | 1908–09           | Empfangsgebäude des Bahnhofs „Perm II“                                                                                         |           | 1963 zerstört          |
| Puschkino        | 55° 58′ 37″ N, 37° 50′ 16″ O     | Sergei Waschkow                                                      | 1913–16           | Erlöserkirche Kljasma |           | erhalten Denkmalschutz |
| Samara           | 53° 11′ 39″ N, 50° 5′ 47″ O      | Alexander Selenko                                                    | 1903              | Haus Kurlin |           | erhalten Denkmalschutz |
| Samara           | 53° 11′ 29″ N, 50° 5′ 41″ O      | P. W. Schimanski                                                     | 1907              | Olymp-Theater (heute Philharmonie)                                                                                             |           | erhalten Denkmalschutz |
| Samara           | 53° 14′ 50″ N, 50° 10′ 24″ O     | Valentin Töpfer                                                      | 1908–09           | Golowkin-Haus mit Park |           | erhalten Denkmalschutz |
| Samara           | 53° 11′ 46″ N, 50° 5′ 46″ O      | Michail Kwjatkowski                                                  | 1910              | Haus P. G. Nowokreschtschenow                                                                                                  |           | erhalten Denkmalschutz |
| Samara           | 53° 11′ 46″ N, 50° 5′ 43″ O      | Alexander von Hohen                                                  | 1912              | Grundbesitzer-Bank (heute Abteilung für Chemietechnik der Staatlichen Technischen Universität Samara)                          |           | erhalten               |
| Sankt Petersburg | 59° 55′ 11″ N, 30° 19′ 45″ O     | Stanislaw Brschosowski Sima Minasch                                  | 1904              | Witebsker Bahnhof |           | erhalten               |
| Sankt Petersburg | 59° 57′ 16″ N, 30° 19′ 31″ O     | Alexander von Hohen                                                  | 1904–06           | Palais Kschessinskaja |           | erhalten Denkmalschutz |
| Sankt Petersburg |                                  |                                                                      |                   | die gesamte Kamennostrowski-Insel                                                                                              |           |                        |
| Saratow          | 51° 32′ 10″ N, 46° 1′ 28″ O      |                                                                      | 1914              | Autowerkstatt S. I. Sokolow und S. I. Iwanow                                                                                   |           | erhalten Denkmalschutz |
| Sysran           | 53° 9′ 9″ N, 48° 28′ 4″ O        | S. P. Schtscherbakow                                                 | 1908–14           | Haus Sterljadkin |           | erhalten Denkmalschutz |
| Taganrog         | 47° 13′ 7″ N, 38° 55′ 16″ O      | Fjodor Schechtel                                                     | 1912              | Haus Scharonow |           | erhalten Denkmalschutz |
| Talaschkino      | 54° 39′ 34,4″ N, 32° 12′ 31″ O   | Sergei Maljutin                                                      | 1901–02           | Teremok im Park von Fljonowo in der Künstlerkolonie der Kunstmäzenin Marija Tenischewa                                         |           | erhalten Denkmalschutz |
| Talaschkino      | 54° 39′ 30,9″ N, 32° 12′ 33,1″ O | Sergei Maljutin, Wladimir Suslow                                     | 1902–05           | Heilig-Geist-Kirche im Park von Fljonowo in der Künstlerkolonie der Kunstmäzenin Marija Tenischewa                             |           | erhalten Denkmalschutz |
| Tambow           | 52° 43′ 18,2″ N, 41° 27′ 25″ O   | Feofil Swirtschewski                                                 | 1912              | Rachmaninow-Institut |           | erhalten Denkmalschutz |
| Tambow           | 52° 43′ 7,4″ N, 41° 27′ 31,6″ O  |                                                                      | 1908              | Filmtheater „Modern“ |           | erhalten Denkmalschutz |
| Tomsk            | 56° 27′ 58,4″ N, 84° 57′ 22,5″ O | Andrej Krjatschkow                                                   | 1910              | Haus des Architekten |           | erhalten Denkmalschutz |
| Tomsk            | 56° 28′ 26,4″ N, 84° 58′ 35,2″ O | Fortunat Gut                                                         | 1903–06           | Lehrerseminar (heute Hauptgebäude der Staatlichen Pädagogischen Universität)                                                   |           | erhalten Denkmalschutz |
| Witschuga        | 57° 11′ 44,6″ N, 41° 54′ 14,2″ O | Iwan Kusnezow                                                        | 1908–11           | Kirche zur Auferstehung Christi, sog. Rote Kirche                                                                              |           | erhalten Denkmalschutz |
| Woronesch        | 51° 39′ 58,1″ N, 39° 12′ 22,9″ O | M. E. Furma                                                          | 1909–10           | Hotel Bristol |           | erhalten Denkmalschutz |

## Schweiz
| Ort               | Koordi- naten                 | Architekten                       | Entwurf / Baujahr | Beschreibung / Nutzung                         | Abbildung | Status und Schutz      |
| ----------------- | ----------------------------- | --------------------------------- | ----------------- | ---------------------------------------------- | --------- | ---------------------- |
| La Chaux-de-Fonds | 47° 6′ 18,2″ N, 6° 49′ 0,1″ O | Charles-Édouard Jeanneret         | 1904–05           | Villa Fallet                                   |           | erhalten Denkmalschutz |
| La Chaux-de-Fonds | 47° 6′ 49″ N, 6° 50′ 27,3″ O  | Charles L’Eplattenier             | 1909–10           | Krematorium                                    |           | erhalten               |
| Zürich            | 47° 21′ 58″ N, 8° 31′ 58,2″ O | Alfred Chiodera, Theophil Tschudy | 1893–1906         | Chachelihüüser: Bleicherweg 45, Bleicherweg 47 |           | erhalten Denkmalschutz |

## Slowakei
| Ort    | Koordi- naten                | Architekten | Entwurf / Baujahr | Beschreibung / Nutzung | Abbildung | Status und Schutz             |
| ------ | ---------------------------- | ----------- | ----------------- | ---------------------- | --------- | ----------------------------- |
| Košice | 48° 43′ 19″ N, 21° 15′ 28″ O |             | 1900              | Hotel und Café Slavia  |           | erhalten Denkmalschutz (1982) |

## Slowenien
| Ort       | Koordi- naten                  | Architekten                                           | Entwurf / Baujahr | Beschreibung / Nutzung                               | Abbildung | Status und Schutz |
| --------- | ------------------------------ | ----------------------------------------------------- | ----------------- | ---------------------------------------------------- | --------- | ----------------- |
| Ljubljana | 46° 3′ 7″ N, 14° 30′ 37,3″ O   | Jurij Zaninović (Architekt), Joseph Melan (Ingenieur) | 1901              | Drachenbrücke                                        |           | erhalten          |
| Ljubljana | 46° 3′ 4,9″ N, 14° 30′ 20,2″ O | Ciril Metod Koch                                      | 1904              | Haus Adolf Hauptmann – Umbau eines Gebäudes von 1875 |           | erhalten          |
| Ljubljana | 46° 3′ 6,5″ N, 14° 30′ 23,3″ O | Friedrich Sigmundt                                    | 1903              | Haus Felix Urbanc                                    |           | erhalten          |

## Spanien
| Ort       | Koordi- naten               | Architekten               | Entwurf / Baujahr | Beschreibung / Nutzung              | Abbildung | Status und Schutz              |
| --------- | --------------------------- | ------------------------- | ----------------- | ----------------------------------- | --------- | ------------------------------ |
| Barcelona | 41° 24′ 12″ N, 2° 9′ 2″ O   | Antoni Gaudí              | 1883–85           | Casa Vicens                         |           | erhalten Weltkulturerbe (1984) |
| Barcelona | 41° 24′ 13″ N, 2° 10′ 28″ O | Antoni Gaudí              | seit 1884         | Sagrada Família                     |           | erhalten Weltkulturerbe (1984) |
| Barcelona | 41° 22′ 44″ N, 2° 10′ 27″ O | Antoni Gaudí              | 1885–89           | Palau Güell                         |           | erhalten Weltkulturerbe (1984) |
| Barcelona | 41° 24′ 50″ N, 2° 9′ 9″ O   | Antoni Gaudí              | 1900–14           | Park Güell                          |           | erhalten Weltkulturerbe (1984) |
| Barcelona | 41° 23′ 30″ N, 2° 9′ 54″ O  | Antoni Gaudí              | 1904–07           | Casa Batlló                         |           | erhalten Weltkulturerbe (1984) |
| Barcelona | 41° 23′ 15″ N, 2° 10′ 32″ O | Lluís Domènech i Montaner | 1905–08           | Palau de la Música Catalana         |           | erhalten Weltkulturerbe (1997) |
| Barcelona | 41° 23′ 43″ N, 2° 9′ 42″ O  | Antoni Gaudí              | 1906–10           | Casa Milà                           |           | erhalten Weltkulturerbe (1984) |
| Terrassa  | 41° 33′ 47″ N, 2° 0′ 15″ O  | Lluis Muncunill           | 1907–10           | Masia Freixa (heute Konservatorium) |           | erhalten Denkmalschutz         |

## Thailand
| Ort         | Koordi- naten               | Architekten            | Entwurf / Baujahr | Beschreibung / Nutzung                                       | Abbildung | Status und Schutz      |
| ----------- | --------------------------- | ---------------------- | ----------------- | ------------------------------------------------------------ | --------- | ---------------------- |
| Phetchaburi | 13° 6′ 43″ N, 99° 56′ 45″ O | Karl Siegfried Döhring | 1910–16           | Phra Ram Ratchaniwet (heute Museum der Thailändischen Armee) |           | erhalten Denkmalschutz |

## Tunesien
| Ort   | Koordi- naten                | Architekten | Entwurf / Baujahr | Beschreibung / Nutzung     | Abbildung | Status und Schutz |
| ----- | ---------------------------- | ----------- | ----------------- | -------------------------- | --------- | ----------------- |
| Tunis | 36° 47′ 57″ N, 10° 10′ 51″ O |             | 1902              | Théâtre municipal de Tunis |           | erhalten          |

## Tschechien
| Ort  | Koordi- naten               | Architekten                          | Entwurf / Baujahr | Beschreibung / Nutzung | Abbildung | Status und Schutz |
| ---- | --------------------------- | ------------------------------------ | ----------------- | ---------------------- | --------- | ----------------- |
| Prag | 50° 5′ 16″ N, 14° 25′ 41″ O | Antonín Balšánek, Osvald Polívka     | 1906–12           | Prager Gemeindehaus    |           | erhalten          |
| Prag | 50° 4′ 59″ N, 14° 26′ 8″ O  | Josef Fanta                          | 1901–09           | Prag Hauptbahnhof      |           | erhalten          |
| Prag | 50° 5′ 13″ N, 14° 25′ 51″ O | Friedrich Ohnmann, Alois Dryák       | 1898–1900         | Hotel Central Prag     |           | erhalten          |
| Prag | 50° 6′ 17″ N, 14° 25′ 51″ O | Bedřich Münzberger, František Prášil | 1891              | Messehalle             |           | erhalten          |

## Ungarn
| Ort      | Koordi- naten               | Architekten                                                                            | Entwurf / Baujahr | Beschreibung / Nutzung                   | Abbildung | Status und Schutz      |
| -------- | --------------------------- | -------------------------------------------------------------------------------------- | ----------------- | ---------------------------------------- | --------- | ---------------------- |
| Budapest | 47° 29′ 10″ N, 19° 4′ 6″ O  | Ödön Lechner                                                                           | 1893–96           | Ungarisches Museum für Kunstgewerbe      |           | erhalten Denkmalschutz |
| Budapest | 47° 30′ 20″ N, 19° 5′ 51″ O | Ödön Lechner                                                                           | 1896–99           | Königlich ungarische Geologische Anstalt |           | erhalten Denkmalschutz |
| Budapest | 47° 29′ 1″ N, 19° 3′ 8″ O   | Ármin Hegedűs, Artúr Sebestyén, Izidor Sterk (Architekten), Aladár Gárdos (Bauplastik) | 1912–18           | Hotel Gellért                            |           | erhalten Denkmalschutz |

## Vereinigtes Königreich
| Ort         | Koordi- naten               | Architekten                                              | Entwurf / Baujahr | Beschreibung / Nutzung        | Abbildung | Status und Schutz                                                       |
| ----------- | --------------------------- | -------------------------------------------------------- | ----------------- | ----------------------------- | --------- | ----------------------------------------------------------------------- |
| Glasgow     | 55° 51′ 35″ N, 4° 15′ 20″ W | Charles Rennie Mackintosh                                | 1893–95           | The Lighthouse                |           | erhalten, Denkmalkategorie A (1970)                                     |
| Glasgow     | 55° 52′ 49″ N, 4° 16′ 19″ W | Charles Rennie Mackintosh                                | 1898–99           | Queen’s Cross Church          |           | erhalten, Denkmalkategorie A                                            |
| Glasgow     | 55° 51′ 54″ N, 4° 15′ 40″ W | Charles Rennie Mackintosh, Margaret MacDonald Mackintosh | bis 1903          | Willow Tearooms               |           | erhalten, Innenraum größtenteils 1983 rekonstruiert                     |
| Glasgow     | 55° 50′ 58″ N, 4° 16′ 26″ W | Charles Rennie Mackintosh                                | 1903–06           | Scotland Street School Museum |           | erhalten, Denkmalkategorie A (1966)                                     |
| Glasgow     | 55° 51′ 58″ N, 4° 15′ 50″ W | Charles Rennie Mackintosh                                | 1897–1909         | Glasgow School of Art         |           | ruinös erhalten, Inneneinrichtung durch Brände 2014 und 2018 vernichtet |
| Helensburgh | 56° 1′ 1″ N, 4° 43′ 41″ W   | Charles Rennie Mackintosh                                | 1902–03           | Hill House                    |           | erhalten                                                                |
| Kilmacolm   | 55° 53′ 25″ N, 4° 37′ 14″ W | Charles Rennie Mackintosh                                | 1900–91           | Windyhill                     |           | erhalten, Denkmalkategorie A (1971)                                     |